# Valdštejn
« Wallenstein » redirige ici.  Pour le personnage de la guerre de Trente Ans, voir Albrecht von Wallenstein. Pour les articles homonymes, voir Wallenstein (homonymie).

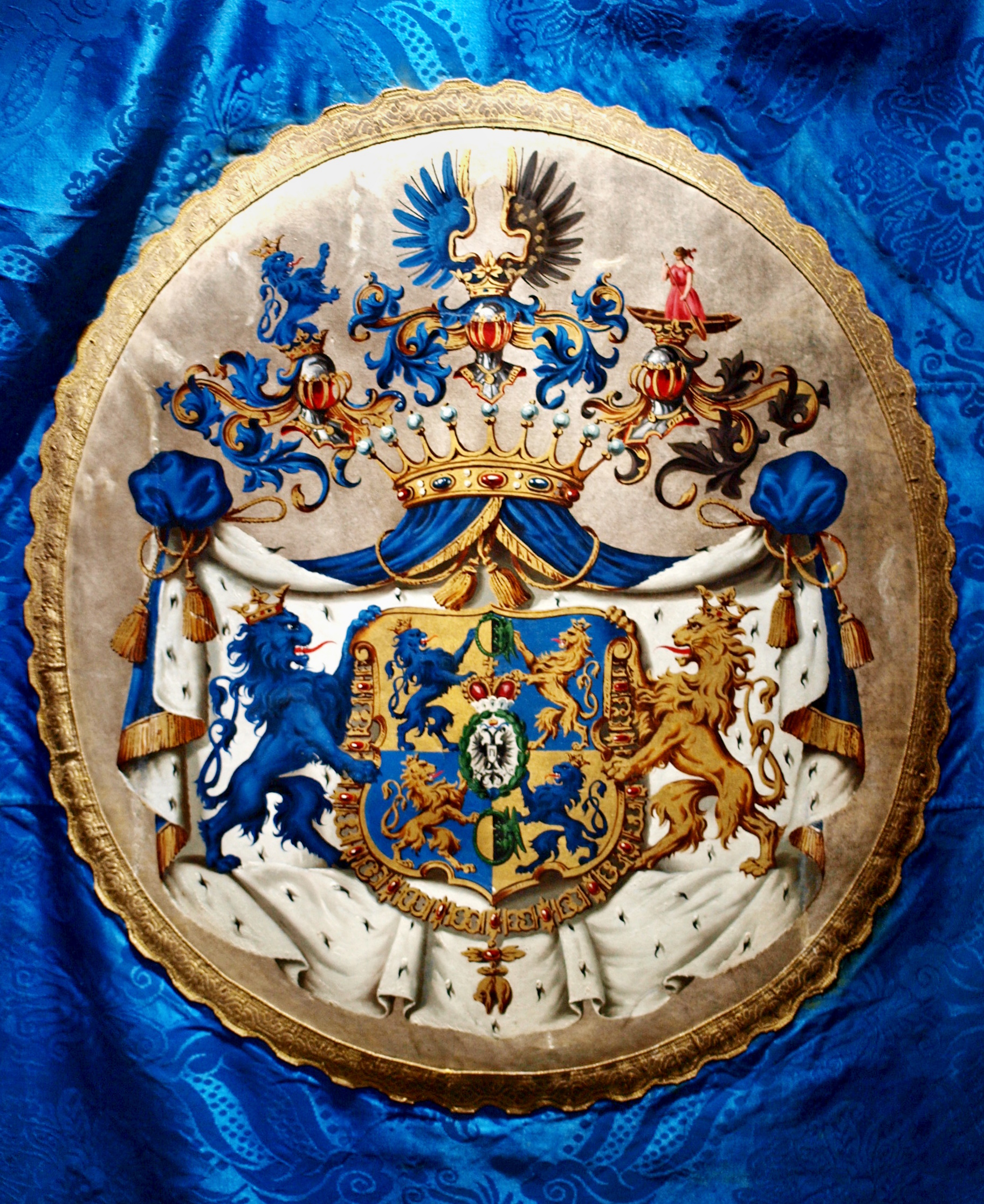
Armoiries de la famille : Maison de Waldstein (Valdštejn)

Les Waldstein, Valdštejn ou von Wallenstein sont une famille d'Europe centrale (Allemagne et République tchèque). Ils possédèrent de nombreux châteaux à travers l'Europe, dont celui de Duchcov.

## Membres célèbres
- Le fondateur de la dynastie des comtes de Valdštejn est Heinrich Felix von Waldstein († 1537), seigneur du château de Valdštejn. Le baron Guillaume IV von Waldstein (de la maison de Horzicz-Arnau), capitaine général de l'arrondissement de Königgrätz, avait épousé la baronne Margaretha Smirziczky von Smirzicz[1] (1555–1593).
- Georg von Waldstein avait proclamé en 1536 sur ses terres la foi protestante et en 1546 avait fomenté la ligue des princes contre l'empereur Charles Quint. Georg, cinquième fils de sa fratrie, n'avait fait qu'un modeste héritage ; sa femme, la baronne Margaretha von Smiřický était d'une noblesse aussi ancienne que celle de Wallenstein. De ses sept enfants, seules deux filles et son fils benjamin Albert-Venceslas lui survécurent. Hermanitz, le fief de Georg von Valdštejn, n'était à vrai dire qu'une terre fort modeste, dont les revenus suffisaient à peine à faire vivre la famille, mais comme beaucoup de détails ayant trait à la vie de Wallenstein, l’hagiographie lui donna par la suite une importance exagérée.
- Le généralissime Albrecht von Wallenstein, duc de Friedland (en), de Mecklembourg et prince de Sagan (24 septembre 1583 – 25 février 1634), fut un acteur clé de la guerre de Trente Ans. Il fit construire le Palais Wallenstein[2] à Prague, qui restera en possession de la famille jusqu'aux décrets Beneš de 1945, lesquels, confisquant les biens des Allemands, privent les Wallenstein de leur palais pragois.
- Johann (Jan) von Wallenstein (mort le 15 juin 1576) est Landrichter (juge suprême) en Bohême de 1554 à 1570, et, jusqu'en 1576, grand chambellan. Il était attaché à la foi utraquiste.
- Son fils, le burgrave Adam von Waldstein le Jeune, seigneur de Komorní Hrádek, Sasau, Lobositz, Dobrowitz, Rožďalovice et Trebitsch (8 juin 1570 – 24 août 1638), est nommé Landrichter suprême en 1611 et Obersthofmeister entre 1611 et 1619. Partisan de l'empereur du Saint-Empire il reçoit en remerciement pour ses services et son soutien de nouvelles terres et charges en 1621. En 1628, il est nommé comte d'Empire et, de 1627 à 1638 il est le premier margrave. Il accueille ces promotions et honneurs avec des sentiments partagés – en tant que šlechtic c'est-à-dire membre de la noblesse bohémienne, il représentait la vieille Königsrechte, qui n'avait que le rang de Herr et Ritter. Avec le soutien d'autres nobles bohémiens, il demande que soit abandonnée la pratique de nommer toujours plus de comtes d'Empire. Il souhaitait également obtenir le droit de mourir en pán (seigneur) bohémien.
- Burian Ladislaus (Burian Guedstein) van Wallenstein (1591 – 8 octobre 1645 à Prague) était un général.
- Karl Ernst (Karel Arnošt) van Wallenstein (4 mai 1661, Vienne – 7 janvier 1713, Vienne) est un ambassadeur autrichien auprès du royaume d'Espagne, de Savoie et de Brandebourg. Quand, en 1703, il rentre d'une mission diplomatique en France et au Portugal sur un bâtiment portugais, il est capturé par les Français et détenu à Vincennes pendant près d'un an. Il est relâché dans le cadre d'un échange de prisonniers contre le maréchal de France François de Neufville de Villeroy.

- Le comte Joseph-Karl Emmanuel de Waldstein, est à l'origine de la venue de Casanova en Bohême. Ce dernier est devenu le bibliothécaire du comte, pourtant plus vieux d'une trentaine d'années. Plus que la célébrité, le comte recherchait auprès de Casanova quelqu'un qui donnerait un nouveau souffle à sa vie. Aujourd'hui le château de Duchcov n'appartient plus à la famille Waldstein, mais il fait partie du patrimoine de la République tchèque.

- Autre personnage connu de cette même famille, Ferdinand von Waldstein (né à Duchcov, en 1762 et mort à Vienne en 1823) était un musicien et mécène allemand. Installé à Bonn au début des années 1780, il fut admis à la cour du Prince-électeur de Cologne et remarqua le jeune Ludwig van Beethoven dont il devint le premier mécène. Il emmena Beethoven une première fois à Vienne en 1787, lui fit rencontrer Mozart, et le recommanda à Joseph Haydn en 1792. Le mot qu'il laissa à Beethoven lorsque celui-ci partit pour Vienne en novembre 1792 est resté célèbre :

« Cher Beethoven, vous allez à Vienne pour réaliser un souhait depuis longtemps exprimé : le génie de Mozart est encore en deuil et pleure la mort de son disciple. (...) Par une application incessante, recevez des mains de Haydn l'esprit de Mozart. »

En 1804, Beethoven lui dédia sa grande 21e sonate pour piano op. 53 qui porte le nom de Waldstein-Sonate.
- Franz de Paula Adam Norbert Wenzel Ludwig Valentin von Waldstein (14 février 1759 – 24 mai 1823) militaire, explorateur et naturaliste autrichien.
- Emmanuel Ernst von Waldstein, évêque de Litoměřice.
- Dr Michael Waldstein , président fondateur de lInternational Theological Institute de Trumau (Autriche), et traducteur en allemand de la Théologie du corps de Jean-Paul II.

## Source
- (en) Cet article est partiellement ou en totalité issu de l’article de Wikipédia en anglais intitulé « House of Waldstein » (voir la liste des auteurs).